# WISE J1741+2553
WISE J1741+2553 — коричневый карлик спектрального класса T9, находится в созвездии Геркулеса на расстоянии 18,3+1,6
−1,3 световых лет от Земли.

## Расстояние
Наиболее точная оценка расстояния до WISE J1741+2553 сделана по тригонометрическому параллаксу, измеренному с помощью космического телескопа Spitzer и опубликованному в 2013 году Трентом Дюпюем и Адамом Краусом: 0,180 ± 0,015 угловой секунды, что соответствует расстоянию 5,6+0,5
−0,4 пк.